# جرونيا سوخاريفا
جرونيا إفيموفنا سوخاريفا (Груня Ефимовна Сухарева و(بالروسية: ˈɡrunʲə jɪˈfʲiməvnə ˈsuxɐrʲɪvə)‏
 ، الترجمة الصوتية البديلة Suchareva) (11 نوفمبر 1891 - 26 أبريل 1981 ) طبيبة أطفال نفسية السوفيتية. أول من نشرت وصفًا تفصيليًا لأعراض التوحد في عام 1925. نشرت الورقة الأصلية باللغة الروسية ونشرت باللغة الألمانية بعد ذلك بعام. ترجمتها سولا وولف في عام 1996 للغة الإنجليزية.
جرونيا استخدمت في البداية مصطلح «الاعتلال النفسي الفصامي»، «الفصام» الذي يعني «غريب الأطوار» في ذلك الوقت، لكنها استبدلتها لاحقًا بعبارة «الاعتلال النفسي التوحدي (التجنب المرضي)» لوصف الصورة السريرية للتوحد. كتبت الورقة قبل ما يقارب من عقدين من الزمن قبل تقارير حالة هانز آسبرجر وليو كانر، والتي نشرت بينما ظل عمل جرونيا الرائد دون ملاحظة أحد. نظرًا لترجمة أبحاث جرونيا حول التوحد ونشرها في مجلات باللغة الألمانية في غضون عام من نشرها محليًا باللغة الروسية، لم يكن هناك أي عائق أمام وصول آسبرجر وكانر لأعمالها. لا يمكن تحديد السبب الدقيق وراء بقاء بحثها المكثف غير مستشهد في عمل هذين العالمين بدقة ولا يزال موضوع نقاش من قبل الخبراء. تمت ترجمة اسمها إلى "Ssucharewa" عندما ظهرت أوراقها في ألمانيا، ومن المرجح أن الباحث في التوحد هانز آسبرجر اختار عدم الاستشهاد بعملها، بسبب انتمائه إلى الحزب النازي وإرثها اليهودي.

## سيرة شخصية
ولدت سوخاريفا في كييف لعائلة يهودية من حاييم فايتليفيتش وراشيل يوسيفوفنا سوخاريفا. عملت في مستشفى للأمراض النفسية بين عامي 1917 و 1921 في كييف. عملت في موسكو سنة 1921، وترأست قسم الطب النفسي في جامعة خاركيف (معهد خاركوف للطب النفسي) من عام 1933 إلى عام 1935.
بحثت سوخاريفا الأطفال المتوحدين، ووصفهم بطريقة تمت مقارنتها بالوصف الحديث للتوحد في الدليل التشخيصي والإحصائي للاضطرابات النفسية (الطبعة الخامسة). ساعدت في فتح مدارس للأطفال المصابين بالتوحد حيث شاركوا في أنشطة متعددة، مثل الجمباز والرسم والأعمال الخشبية.
أسست سوخاريفا في عام 1935 كلية الطب النفسي للأطفال في المعهد المركزي للتعليم الطبي للدراسات العليا. ترأست سنة 1938 عيادة لذهان الطفولة تحت إشراف وزارة الزراعة والغذاء بجمهورية روسيا الاتحادية الاشتراكية السوفيتية. وعملت لسنوات عديدة كمستشارة ورئيسة لمستشفى كاششينكو للطب النفسي في موسكو.
اعتقدت سوخاريفا أنه لكي تظهر اضطرابات الشخصية عند الأطفال والمراهقين، يلزم وجود عامل اجتماعي معتبر. كانت بعض العوامل التي ناقشتها بخصوص اضطرابات الشخصية هي البيئة الأسرية الضعيفة والبنية المجتمعية. كانت رائدة في استخدام أسلوب الإيحاء، وناضلت من أجل حقوق الأطفال، مشيرة إلى أنه لا ينبغي إرسال الأطفال العسيرين إلى معسكرات العمل بل لمؤسسات الطبية. كما درست اضطراب ما بعد الصدمة الناتج عن إصابات الحرب التي يعاني منها الأطفال.
بأمر من وزارة الصحة في موسكو، سمي مركز موسكو العلمي والعملي للصحة العقلية للأطفال والمراهقين باسم سوخاريفا، مع إلحاق البادئة من اسمها ج. إ. في البداية. المركز هو المؤسسة الطبية المتخصصة الرائدة لعلاج حالات الانتحار لدى الأطفال والمراهقين الذين تقل أعمارهم عن 18 عامًا.

## مرضى سوخاريفا
حددت سوخاريفا في عام 1924 كبداية ستة مرضى يعانون من مرض التوحد. هؤلاء المرضى من أوائل الذين حددت إصابتهم بهذا الاضطراب. تم وصف المرضى دون الكشف عن هويتهم، على النحو التالي:
- طفل يبلغ من العمر 12 عامًا علم نفسه القراءة في سن الخامسة. كان محرجًا جسديًا ويفضل التحدث إلى الكبار بدلاً من الأطفال. كان مهتمًا جدًا بالفلسفة.
- عازف كمان موهوب كافح اجتماعيا.
- طفل بذاكرة أرقام استثنائية ولكنه يعاني من عمى الوجه.
- طفل لديه أصدقاء وهميين يعيشون في المدفأة.

## أعمال محددة
- Sukhareva GE ، تحليل تخيلات الأطفال كوسيلة لدراسة الحياة العاطفية للطفل. كييف 1921.
- Sukhareva GE ، اعتلال نفسي شيزويد في الطفولة. في كتاب: أسئلة في علم الأطفال وعلم نفس الأطفال العدد 2. م 1925 ؛ 157 - 187.
- Ssucharewa GE ، Die schizoiden Psychopathien im Kindesalter. Monatsschrift für Psychiatrie und Neurologie 60: 235-261، 1926.
- Sukhareva GE ، لمشكلة بنية وديناميكيات الاعتلال النفسي الدستوري للأطفال (أشكال الفصام). مجلة علم الأمراض العصبية والطب النفسي 1930 ؛ 6
- Sukhareva GE ، ملامح هيكل الخلل في أشكال مختلفة من مسار الفصام (على مواد الأطفال والمراهقين). علم الأمراض العصبية والطب النفسي والصحة العقلية 1935 ؛ الرابع: الثاني: 57-62.
- Sukhareva GE ، عيادة الفصام لدى الأطفال والمراهقين. الجزء الأول. خاركوف: Gosmedizdat من اتحاد الجمهوريات الاشتراكية السوفيتية 1937 ؛ 107.
- Sukhareva GE ، عيادة الصرع عند الأطفال والمراهقين. مشاكل الطب النظري والعملي. م 1938 ؛ 234 - 261.
- Sukhareva GE ، أنواع نفسية المنشأ من ردود الفعل في زمن الحرب. علم الأمراض العصبية والطب النفسي 1943 ؛ 12: 2: 3-10
- محاضرات سريرية في الطب النفسي للأطفال Sukhareva GE. T. 1. م: Medgiz 1955 ؛ 459.
- محاضرات سريرية في الطب النفسي للأطفال Sukhareva GE. T. II ، الجزء 2. م: الطب 1959 ؛ 406.
- Sukhareva GE ، Lapides MI حول عمل الخزانة النفسية والعصبية للأطفال والمراهقين في المستوصف النفسي والعصبي وعيادة الأطفال. م 1959.
- Sukhareva GE ، Yusevich LS التفاعلات النفسية المرضية (العصاب). في الكتاب: دليل متعدد الأجزاء لطب الأطفال، ت. 8. م 1965.
- محاضرات سريرية في الطب النفسي للأطفال Sukhareva GE. ت 3. م: الطب 1965 ؛ 270
- Sukhareva GE ، دور عامل العمر في عيادة الذهان للأطفال. مجلة علم الأمراض العصبية والنفسية 1970 ؛ 70: 10: 1514-1520.
- Sukhareva GE ، محاضرات عن الطب النفسي للأطفال (فصول مختارة). م: الطب 1974 ؛ 320.